# Biskupstwo egzymowane
Biskupstwo egzymowane – biskupstwo wyjęte na mocy przywileju papieskiego spod władzy dotychczasowego arcybiskupa-metropolity bądź od momentu założenia nieprzypisane do żadnej metropolii kościelnej. W praktyce, ze względu na znikomą władzę metropolitów wobec biskupów-sufraganów, przywilej egzempcji oznaczał przede wszystkim prawo biskupów egzymowanych do uzyskania święceń biskupich bezpośrednio z rąk papieża, bądź od dowolnego metropolity. Jednak w tym ostatnim przypadku nie oznaczało to podporządkowania się biskupa swojemu konsekratorowi.
Biskupstwo egzymowane jako odrębna instytucja prawna jest słabo zamocowana w prawie kanonicznym. Należy ją traktować jako część szerszego pojęcia kanonicznego, jakim jest egzempcja. 
Za najstarsze biskupstwo egzymowane uznaje się biskupstwo w Pawii (VII wiek), jednak rozkwit tej instytucji przypada dopiero na okres od przełomu X i XI wieku do końca XII wieku. Zanika w następnych stuleciach, gdyż wówczas wszystkie biskupstwa są poddane bezpośredniej kontroli papiestwa, jeśli chodzi o ich obsadę personalną. Najliczniej status egzempcji otrzymywały biskupstwa w Italii (ok. 25), zwłaszcza południowej, ale również w Niemczech (np. Bamberg), Hiszpanii (np. Besalu, Santiago de Compostela, Oviedo, León), Portugalii (Porto), Francji (Le Puy) oraz w krajach nadbałtyckich (Ryga, Leal, Selburg). Niewykluczone, że pierwsi dwaj biskupi polscy, Jordan i Unger przed 1000 rokiem, byli właśnie biskupami egzymowanymi. Taki status posiadało od 1188 roku, założone w 1140 roku, pierwsze biskupstwo na Pomorzu Zachodnim w Kamieniu.
W późniejszych czasach taki status czasowo posiadały początkowo biskupstwo w Przemyślu (do 1375 roku), biskupstwo żmudzkie i biskupstwo warmińskie.